# Beija-flor-de-reichenbach
Beija-flor-de-reichenbach ou nectarínia-ribeirinha (Anabathmis reichenbachii) é uma espécie de ave da família Nectariniidae.
Pode ser encontrada nos seguintes países: Angola, Camarões, República Centro-Africana, República do Congo, República Democrática do Congo, Costa do Marfim, Gabão, Gana, Libéria e Nigéria.